# مایورانا ۱
مایورانا ۱ (انگلیسی: Majorana 1) دستگاه سخت‌افزاری توسعه‌یافته توسط مایکروسافت است که کاربردهای بالقوه‌ای در رایانش کوانتومی دارد. این نخستین دستگاه کوانتومی تولیدشده توسط مایکروسافت است و از فناوری توپولوژی ابررسانایی‌ها بهره می‌برد. این دستگاه ترکیبی از آرسنید ایندیم و آلومینیم است که برخی نشانه‌ها از میزبانی فرمیون مایورانا را نشان می‌دهد.
مایکروسافت برنامه دارد تا از این حالت‌های صفر مایورانا برای ساخت رایانه کوانتومی توپولوژیکی استفاده کند و در نهایت یک رایانه کوانتومی توپولوژیکی در مقیاس بزرگ ایجاد نماید.
مایورانا ۱ که در فوریه ۲۰۲۵ معرفی شد، به‌عنوان پیشرفتی در پروژه بلندمدت مایکروسافت برای ایجاد یک رایانه کوانتومی مبتنی بر کیوبیتهای توپولوژیکی مطرح شده است. این اعلامیه واکنش‌های متفاوتی را در جامعه علمی برانگیخته است، به‌طوری‌که برخی آن را هیجان‌انگیز و برخی دیگر با شک و تردید به آن نگاه می‌کنند.

## پیش‌زمینه
تحقیقات در زمینه رایانش کوانتومی همواره با چالش‌هایی در زمینه پایداری و مقیاس‌پذیری کیوبیتها مواجه بوده است. کیوبیت‌های سنتی، مانند آن‌هایی که بر پایه مدارهای ابررسانا یا یون به دام‌افتاده ساخته می‌شوند، به‌شدت در برابر نویز و عدم همدوسی آسیب‌پذیرند که می‌تواند منجر به بروز خطا در محاسبات شود. برای غلبه بر این محدودیت‌ها، پژوهشگران روش‌های گوناگونی را برای ساخت رایانه کوانتومی با تاب‌آوری خطا بیشتر بررسی کرده‌اند.
کیوبیت‌های توپولوژیکی، که نخستین بار در سال ۱۹۹۷ توسط الکسی کیتایف و مایکل فریدمن مطرح شدند، راهکاری امیدوارکننده ارائه می‌دهند که در آن اطلاعات کوانتومی به‌گونه‌ای رمزگذاری می‌شود که به‌طور ذاتی در برابر اختلالات محیطی مقاوم باشد. این محافظت ناشی از ویژگی‌های توپولوژیکی سیستم است که آن را در برابر اغتشاشات محلی مقاوم می‌سازد.
رویکرد مایکروسافت، که بر پایه فرمیون مایورانا در ساختارهای ناهمگن نیمه‌رسانا-ابررسانا است، یکی از چندین تلاشی است که برای تحقق رایانه کوانتومی توپولوژیکی انجام می‌شود.

## جنجال
سخت‌افزار کوانتومی مایکروسافت از زمان انتشار مقاله‌ای پرحاشیه در مجله نیچر در سال ۲۰۱۸ که بعداً پس گرفته شد، مورد بحث و جدل بوده است. اعلامیه مربوط به مایورانا ۱ نیز واکنش‌های متفاوتی را برانگیخته است، به‌گونه‌ای که برخی آن را پیشرفتی مهم و برخی دیگر آن را ادعایی ناپخته می‌دانند.

### ادعای ساخت یک واحد پردازش کوانتومی
در اعلامیه مربوط به مایورانا ۱، این سخت‌افزار به‌عنوان «اولین واحد پردازش کوانتومی (QPU) جهان که توسط یک هسته توپولوژیکی تغذیه می‌شود» توصیف شده است. اما نمایش‌های سخت‌افزاری ارائه‌شده در حال حاضر تنها یک روش برای خواندن داده‌ها را نشان می‌دهند و هیچ‌گونه پردازش کوانتومی در مد صفر را اثبات نکرده‌اند. علاوه بر این، آزمایش عمومی موجود، همدوسی سیستم کوانتومی دولایه‌ای آن‌ها را ارزیابی نکرده است. این در تضاد با سایر واحدهای پردازش کوانتومی (QPU) است که معمولاً هم اطلاعات کوانتومی همدوس و هم عملیات منطقی همدوس را نشان می‌دهند.

### ادعاهای مربوط به ایجاد یک حالت صفر مایورانا
در بیانیه مطبوعاتی فوریه ۲۰۲۵، مایکروسافت ادعا کرد که «مقاله منتشرشده در نیچر تأییدی است که نشان می‌دهد مایکروسافت… توانسته است ذرات مایورانا را ایجاد کند.» این ادعا در تضاد با محتوای مقاله نیچر است، جایی که نویسندگان بیان می‌کنند که اندازه‌گیری‌ها «به‌تنهایی تعیین نمی‌کنند که آیا حالت‌های کم‌انرژی شناسایی‌شده توسط تداخل‌سنجی، توپولوژیکی هستند یا خیر.»
دلیل این عدم قطعیت، دشواری در تمایز بین حالت‌های مایورانا و حالت آندریف است. هر دو نوع این حالت‌ها می‌توانند در دستگاه‌هایی که مایکروسافت در حال ساخت آن‌هاست، وجود داشته باشند. حالت‌های مایورانا توپولوژیکی هستند و می‌توانند در ساخت یک رایانه کوانتومی توپولوژیکی استفاده شوند، اما حالت‌های آندریف توپولوژیکی نیستند و به‌طور مستقیم برای ساخت یک رایانه کوانتومی مفید نیستند. نتایج فعلی مایورانا ۱ کاملاً با این احتمال سازگار است که این دستگاه فقط شامل حالت‌های آندریف باشد و هیچ حالت مایورانایی در آن وجود نداشته باشد.
مشکل در تشخیص حالت‌های مایورانا از سایر حالت‌های توپولوژیکی غیرمرتبط مانند حالت‌های آندریف، همچنین دلیل اصلی پس‌گیری پرحاشیه مقاله نیچر در سال ۲۰۱۸ بود. در آن مقاله، نویسندگانی که با مایکروسافت همکاری داشتند، مدعی شدند که شواهد قاطعی از وجود حالت‌های صفر مایورانا دارند، اما داده‌ها نشان دادند که این نتایج کاملاً با وجود حالت‌های آندریف نیز سازگار هستند.

### ادعاهای مربوط به ایجاد «یک حالت جدید ماده»
در بیانیه‌های مطبوعاتی فوریه ۲۰۲۵، مایکروسافت ادعا کرد که دستگاه سخت‌افزاری مایورانا ۱ «یک حالت جدید ماده ایجاد کرده است که پیش‌تر فقط در نظریه وجود داشت». این ادعا در تضاد با تاریخچه طولانی آزمایش‌هایی است که بر اساس نانوسیم‌های نیمه‌رسانا در شرایطی مشابه با آنچه در تراشه مایورانا ۱ دیده می‌شود، انجام شده‌اند. این تراشه، طبق ادعای مایکروسافت، باید در همان وضعیت ماده‌ای باشد. این موضوع در پرونده بررسی همترازی مقاله مایکروسافت درباره مایورانا ۱ مورد توجه قرار گرفته است، جایی که یکی از داوران مقاله را این‌گونه توصیف کرده است: «تازگی این مقاله در ارائه شواهد قوی‌تر برای [حالت‌های صفر مایورانا] نیست، بلکه در رویکرد روش‌شناختی آن است: این مقاله نشان می‌دهد که خوانش تکی مبتنی بر rf-parity را می‌توان در هندسه حلقه‌ای پیچیده انجام داد.»  

## توپوکاندوکتورها
مایکروسافت اصطلاح توپوکاندوکتور را برای توصیف ماده‌ای که مایورانا ۱ بر اساس آن ساخته شده است، معرفی کرد. در بیانیه مطبوعاتی فوریه ۲۰۲۵، مایکروسافت توپوکاندوکتورها را به عنوان «کلاسی از مواد که امکان ایجاد فرمیون مایورانا را فراهم می‌کنند»، تعریف کرد. این مواد از نظر نظری به‌طور گسترده‌ای برای ایجاد و کنترل حالت‌های صفر مایورانا پیشنهاد شده‌اند که می‌توانند به عنوان مبنایی برای کیوبیت توپولوژیکی عمل کنند.
ابررساناهای توپولوژیکی به دلیل ساختار نواری الکترونیکی منحصربه‌فرد خود، دارای حالت‌های سطحی توپولوژیکی هستند. این حالت‌های سطحی در برابر اختلال و نقص مقاوم هستند و آن‌ها را به گزینه‌ای ایده‌آل برای میزبانی حالت‌های صفر مایورانا تبدیل می‌کنند. توپوکاندوکتور مایکروسافت از آرسنید ایندیوم و آلومینیوم ساخته شده است.
مقالات داخلی مایکروسافت، معماری مبتنی بر توپوکاندوکتورها را که امکان آنیون را فراهم می‌کند، تشریح کرده‌اند—که برای عملیات کلیدی در منطق کیوبیتی مقاوم در برابر خطا ضروری است.
بافتن شامل جابه‌جایی کنترل‌شده مکان‌های حالت‌های صفر مایورانا است، که می‌توان از آن برای انجام محاسبات کوانتومی استفاده کرد. این فرایند ذاتاً در برابر خطا مقاوم است، زیرا حفاظت توپولوژیکی حالت‌های مایورانا آن‌ها را در برابر اغتشاشات محلی مقاوم می‌کند.